# Tatyana Ali
Tatyana Marisol Ali (New York, 24 gennaio 1979) è un'attrice e cantante statunitense.
Anche conosciuta come Ashley Banks nella serie televisiva Willy, il principe di Bel-Air.

## Biografia
Nata a Brooklyn, nel 1979. La madre Sonia era un'infermiera panamense, mentre il padre Sheriff un commissario di polizia statunitense di origini trinidadiane. Ha due sorelle Anastasia e Kimberly. All'età di sette anni, intraprende la carriera di cantante. Nel 1985 partecipa al programma televisivo Sesame Street, dove assieme a Herbie Hancock interpreta un numero musicale. Gli albori della carriera cinematografica proseguono a circa dieci anni, a fine anni ottanta, periodo in cui partecipa come comparsa nella serie de "The Cosby show", dove interpreta il ruolo di una compagna di scuola di Rudy, nella puntata dal titolo Shall we dance?. Ha vinto due volte Star Search, una trasmissione simile all'attuale Unan1mous.
Raggiunge la notorietà nel 1990 interpretando il ruolo di Ashley Banks nella serie televisiva Willy, il principe di Bel-Air, con Will Smith. Nel 1999 esce il suo primo album musicale Kiss The Sky che raggiunge il sesto posto su Billboard Hot 100 e nella classifica singoli del Regno Unito. Nei primi mesi del 2008, ha prestato il suo talento vocale per la canzone Yes We Can, di Will.i.am, progetto di sostegno per la campagna presidenziale di Barack Obama. Nel 2008 è uscito il suo secondo album The Light.

## Filmografia

### Cinema
- Nudo e crudo (Eddie Murphy Raw), regia di Robert Townsend (1987)
- Mr. Crocodile Dundee 2 (Crocodile Dundee II), regia di John Cornell (1988)
- Amiche cattive (Jawbreaker), regia di Darren Stein (1991)
- Fakin' Da Funk, regia di Timothy A. Chey (1997)
- Il Collezionista (Kiss the Girls), regia di Gary Fleder (1997)
- The Clown at Midnight, regia di Jean Pellerin (1998)
- Brother, regia di Takeshi Kitano (2000)
- The Brothers, regia di Gary Hardwick (2001)
- Dorm Daze - Un college di svitati (National Lampoon Presents Dorm Daze), regia di David Hillenbrand e Scott Hillenbrand (2003)
- Nora's Hair Salon, regia di Jerry LaMothe (2004)
- Domino One, regia di Nick Louvel (2005)
- Back in the Day, regia di James Hunter (2005)
- Glory Road, regia di James Gartner (2006)
- The List, regia di Brandon Sonnier (2006)
- Nora's Hair Salon II, regia di Jill Maxcy (2008)
- Hotel California, regia di Geo Santini (2008)
- Privileged, regia di Jonah Salander (2009)
- Home Again, regia di Sudz Sutherland (2012)

### Televisione
- Sesamo apriti (Sesame Street) - serie TV, 4 episodi (1985-1990)
- Wally and the Valentines, regia di John Tracy - film TV (1989)
- Willy, il principe di Bel-Air (The Fresh Prince of Bel-Air) - serie TV, 133 episodi (1990-1996)
- I Robinson - serie TV , episodio 6x07 (1991)
- Kidz in the Wood, regia di Neal Israel - film TV (1996)
- Fall Into Darkness, regia di Mark Sobel - film TV (1996)
- Febbre d'amore (The Young and the Restless) - serial TV, 37 puntate (2007-2008)
- Un misterioso Babbo Natale (Dear Secret Santa), regia di Peter Sullivan - film TV (2013)
- Wrapped Up In Christmas, regia di Peter Sullivan - film TV (2017)
- Una famiglia quasi perfetta (The Good Nanny), regia di Jake Helgren – film TV (2017)
- Il Natale dei ricordi (Christmas Everlasting), regia di Ron Oliver - film TV (2018)
- Jingle Belle, regia di Peter Sullivan - film TV (2018)
- Christmas Hotel, regia di Marla Sokoloff - film TV (2019)
- Incontri fatali (Deadly Match), regia di David Langlois - film TV (2019)
- Ru Paul Secret Celebrity Drag Race, regia di Nick Murray - reality show (2022)

## Doppiatrici italiane
- Myriam Catania in Willy, il principe di Bel-Air
- Emanuela Pacotto in Dorm Daze - Un college di svitati

## Discografia
- 1998 – Kiss the Sky (numero 47 US, numero 41 UK)
- 2008 – The Light

| Anno | Singoli                                       | U.S. | U.S. R&B | UK | NZ | FRA | NET | Album        |
| ---- | --------------------------------------------- | ---- | -------- | -- | -- | --- | --- | ------------ |
| 1998 | "Day Dreamin'"                                | 6    | 5        | 6  | 3  | —   | —   | Kiss The Sky |
| 1998 | "Boy You Knock Me Out" (featuring Will Smith) | —    | 68       | 3  | 12 | 32  | 77  | Kiss The Sky |
| 1999 | "Everytime"                                   | 118  | 73       | 20 | —  | —   | —   | Kiss The Sky |
| 1999 | "Kiss The Sky" (featuring Marion)             | 9    | —        | —  | —  | —   | —   | Kiss The Sky |
| 2008 | "It's All Right"                              | —    | —        | —  | —  | —   | —   | The Light    |